# Marcus Eriksson
Marcus Per Eriksson (Uppsala, Suècia 5 de desembre de 1993) és un jugador de bàsquet internacional suec. Juga com a escorta i el seu actual equip és l'Alba Berlin de la Bundesliga alemanya.

## Trajectòria
Natiu d'Uppsala, a Suècia, Eriksson va deixar el seu país el 2010, per començar la seva carrera al Bàsquet Manresa. Com a membre de l'equip junior de Manresa, va esdevenir MVP del Torneig Junior de L'Hospitalet aquella mateixa temporada, amb16 d'edat.

### Europa
Eriksson va debutar professionalment a la lliga ACB amb el primer equip del Bàsquet Manresa durant la temporada 2010–2011. El 2011, va signar pel FC Barcelona. Les temporades 2011-2012 i 2012-2013 va jugar amb el filial, el primer any a LEB plata i el segon a LEB or, jugant aquest segon any dos partits amb el primer equip. La següent temporada, la 2013-2014, va jugar cedit al Bàsquet Manresa, tornant al primer equip del Barça la temporada següent. Malauradament, es va perdre tota la temporada per un trencament de lligament encreuat anterior i de menisc extern del genoll patit a la primera jornada.
Un cop recuperat de la greu lesió que li havia impedit pràcticament participar en la temporada 2014-2015, Eriksson va tornar als terrenys de joc i va disputar les següents dues temporades amb el primer equip del FC Barcelona. A finals de la temporada 2016-2017, el Barça va fer oficial que Eriksson no seguiria vinculat al club. Un dies més tard es va fer oficial el seu fitxatge per Herbalife Gran Canaria.

### NBA
El 25 de juny de 2015, Eriksson va ser escollit número 50 del draft pels Atlanta Hawks.

### Selecció
Markus Eriksson és internacional per Suècia, on va debutar el 2009. Ha disputat 70 partits en les categories inferiors, amb un total de 1.087 punts anotats i una mitjana de 15,52 punts per partit. Ha participat en els següents torneigs internacionals:
- 2009 - Campionat d'Europa Sub 16 Divisió B, a Portugal.
- 2010 - Copa del mar Bàltic, a Tallnin.
- 2010 - Campionat d'Europa Sub 18, a Vilnius.
- 2012 - Campionat d'Europa Sub 20, a Eslovènia.
- 2013 - Campionat d'Europa Sub 20, a Tallinn.
- 2017 - Fase de classificació pel Campionat del Món de 2019.

## Palmarès

### Clubs[3]

#### FC Barcelona
2015-2016- Supercopa Endesa. Campió
2015-2016 - Lliga Endesa. Subcampió
2016-2017 - Supercopa Endesa. Subcampió

#### Herbalife Gran Canaria
2017-2018 - Supercopa Endesa. Subcampió

### Selecció
- Campionat del Mar Bàltic de 2010, a Tallinn. Campió